# Esposizione generale italiana del 1884
L'Esposizione generale italiana del 1884 è stata un'esposizione generale organizzata a Torino dalla Società Promotrice dell'Industria Nazionale.

## Storia

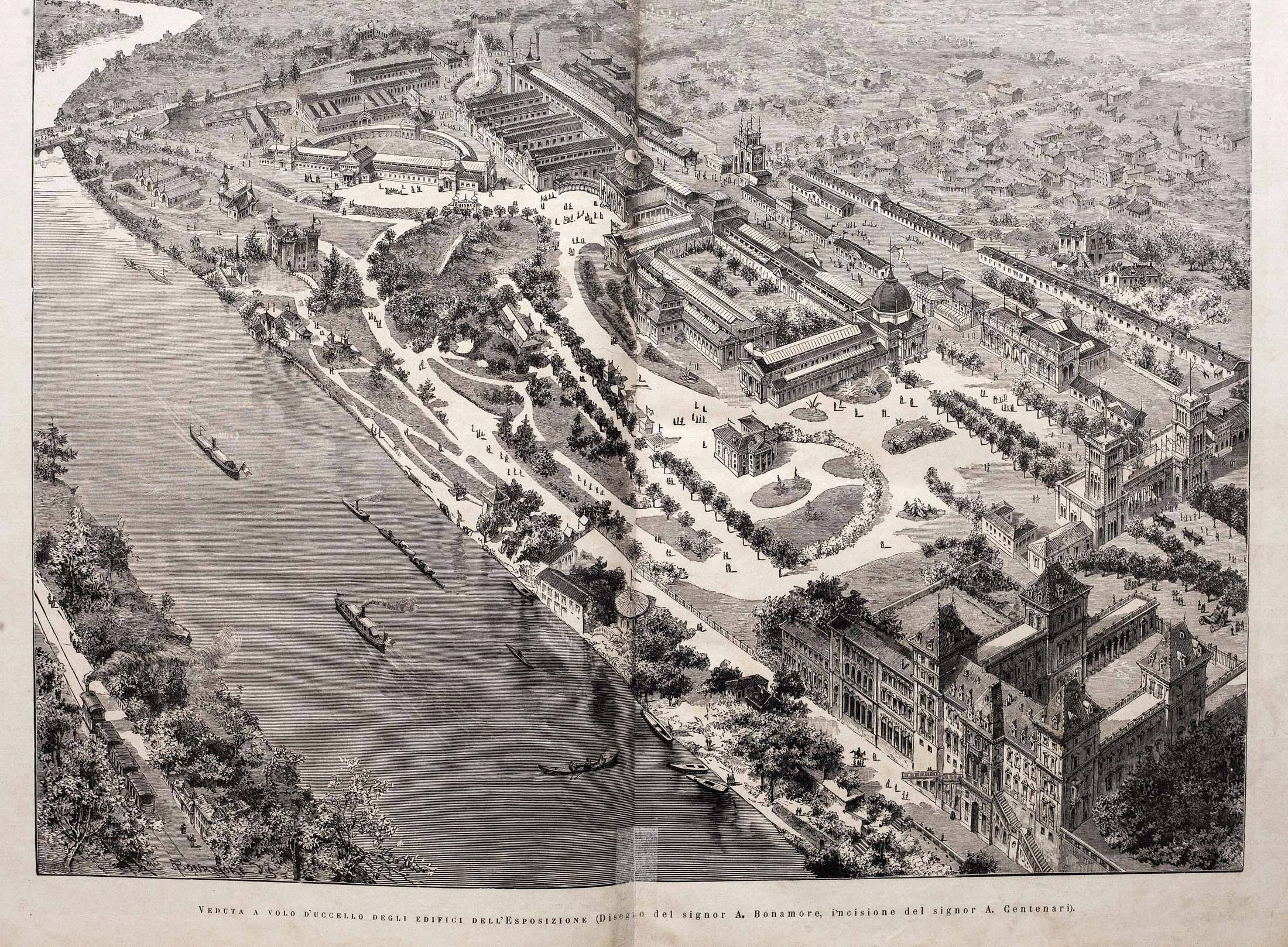
Vista panoramica dell'esposizione del 1884

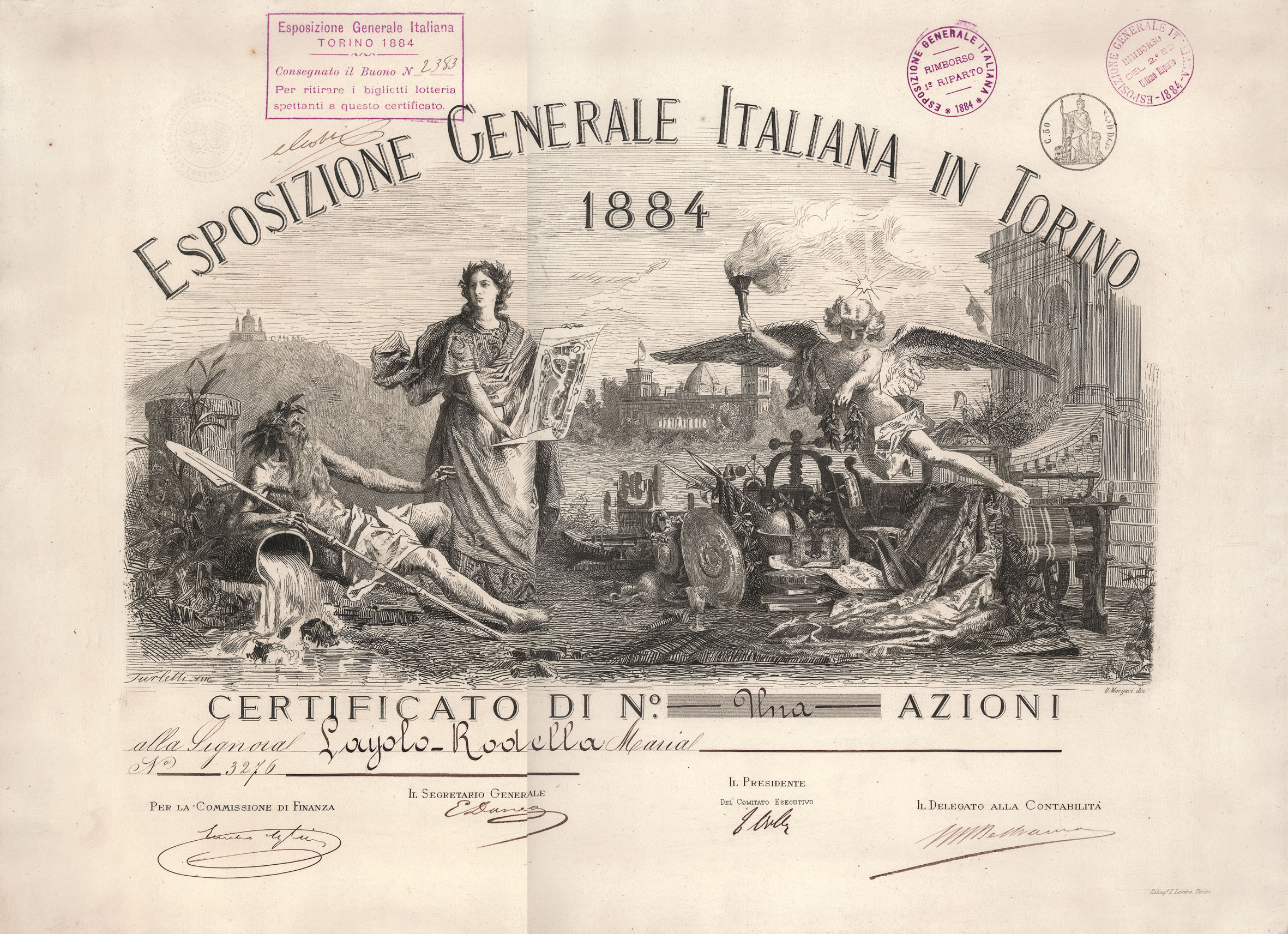
Certificato azionario dell'Esposizione Generale Italiana del 1884

L'esposizione venne articolata in otto categorie: Belle arti, Produzioni scientifiche e letterarie, Didattica, Previdenza e assistenza pubblica, Industrie estrattive e chimiche, Industrie meccaniche, Industrie manifatturiere, Agricoltura e materie alimentari.
Inaugurata il 16 aprile 1884, ebbe 14.237 espositori e circa tre milioni di visitatori.

### Libri
- Esposizione generale italiana. Catalogo ufficiale della sezione Storia dell'arte: guida illustrata al castello feudale del secolo XV, Torino, Tipografia di Vincenzo Bona, 1884. Ospitato su MuseoTorino.
- Esposizione Generale Italiana in Torino - 1884. Programmi, Torino, Stamperia Reale Paravia, 1882. Ospitato su MuseoTorino.
- Guida ufficiale della Esposizione Nazionale e della mostra di Arte Sacra, Torino, Roux e Frassati, 1898.
- Guida illustrata del visitatore alla Esposizione generale italiana in Torino, 1884, Milano, Sonzogno, 1884.

### Riviste
- Esposizione Generale Italiana - Torino 1898, in Cinquantenario dello statuto. Bollettino ufficiale, n. 31, 25 aprile 1898. Ospitato su MuseoTorino.
- Gazzetta Ufficiale del Regno d'Italia, n. 157, Roma, 4 luglio 1896,  p. 3632.